# Ejnar Munksgaard
Ejnar Johannes Nielsen Munksgaard (28. februar 1890, Viborg – 6. januar 1948, Bülowsvej 71, Frederiksbjerg) var en dansk forlægger og boghandler, der grundlagde forlaget Munksgaard.
Ejnar Munksgaard var søn af sergent, senere graver Ole Nielsen Munkgaard (1858-1935) og Ane Kristine Lucie Magdalene født Lauritzen (1859-1918). Efter en grundig uddannelse i ind- og udland etablerede han sig i 1917 i kompagniskab med Otto Levin (1878-1933) som forlagsboghandler i København under navnet Levin & Munksgaards internationale Boghandel og Forlag. Firmaet overtog 1924 M.P. Madsens Boghandel og Forlag i Nørregade. Efter Levins død 1933 fortsatte Munksgaard firmaet alene og forenklede i 1938 firmanavnet til Ejnar Munksgaards Forlag.
Munksgaard opbyggede på kort tid dels en stor studenterboghandel med antikvariat, dels et videnskabeligt forlag, der fik verdensry. Han sikrede sig til sit forlag fællesnordiske videnskabelige tidsskrifter, såsom Acta tuberculosea, Acta neurologica et psychiatrica,
Acta pathologica et microbiologica, Acta ophthalmologica, Acta orthopædica, Acta philologica, Acta archæologica, Acta ethnologica og Acta linguistica samt tidsskriftet Le Nord, der blev udgivet af de fem nordiske regeringer.
Hans forlag fik udgivelser fra Det Kongelige Danske Videnskabernes Selskab og Det islandske Videnskabernes Selskab i kommission, hvilket resulterede i monumentale kildeudgaver, bl.a. islandske håndskrifter.
Selv skrev og oversatte Munksgaard bøger om bibliofile og bogfaglige emner, fx Om Flatøbogen og dens Historie (1930), Charles Nodiers Den Boggale med indledning og noter (1921), Lukianos' Den daarlige Bogsamler (1928, sammen med Paul V. Rubow), Hans Christian Andersen's visits to Charles Dickens (1937), Digte af Bjarni Thorarensen og Jonas Hallgrimsson (1938).
Munksgaard blev Ridder af Dannebrog 1931 og Dannebrogsmand 1936. Han er portrætteret af Olaf Rude 1923 og Marie Henriques 1936. Der findes en buste udført af V. Gustafson 1936.
Han ægtede lillejuleaften 1917 i København maleren Yelva Axilia Thyra Dagmar Christensen (4. november 1885 i Næstved – ?), datter af overassistent Peter Max Vilhelm Christensen (1856-1937) og Yelva Axilia Thyra Dagmar Løser (1860-1933).

## Forfatterskab
- (s.m. Paul V. Rubow) Lukianos: Den daarlige Bogsamler, København 1928.
- Den første danske Bibel og dens Historie, København 1928.
- Om Flatøbogen og dens Historie, København 1930.
- Om de fornisländska handskrifterna, med särskild hänsyn till Flatöboken, Stockholm 1936.
- En Digter ved Arbejdet. Fra Bjørnstjerne Bjørnsons værksted. Tre Digte udgivet i Facsimile, København 1935.
- Hans Christian Andersen's visits to Charles Dickens, København 1937.
- H. C. Andersens Manuskripter til "Jylland mellem tvende Have", København 1940.

### Oversættelser
- Charles Nodier: Den Boggale, København 1921, samt indledning og noter.
- Digte af Bjarni Thorarensen og Jonas Hallgrimsson, København 1938.
- Sir Stanley Unwin: Om Forlagsvirksomhed, København 1945.